# عباس قادری
عباس قادری (زادهٔ ۲۶ شهریور ۱۳۲۶) خوانندهٔ ایرانی در سبک موسیقی کوچه‌بازاری است. او در سال‌های آغازینِ دههٔ ۱۳۵۰ با اجرای ترانه‌های «بدنام» و «زیارت» به شهرت رسید.

## زندگی و حرفه
عباس قادری در ۲۶ شهریور ۱۳۲۶ در خیابان ژاله تهران به دنیا آمد و در مدرسه هدف درس خواند. در دوران طفولیت شروع به انجام فعالیت‌هایی در عرصه موسیقی کرد، به‌طوری‌که ابتدا در سنین نوجوانی در جمع همکلاسی‌ها و بیشتر در اردوهای پیش‌آهنگ مدارس به‌عنوان پیش‌آهنگ خوان آواز می‌خواند و بعدها با فعالیت‌های هنری در تئاتر ادامه داد ولی فعالیت هنری عباس قادری به‌طور جدی و حرفه‌ای از سن هجده‌سالگی با خوانندگی در تئاتر جامعه باربد آغاز شد، که باید راهنمایی‌ها و تشویق‌های انوشیروان روحانی را یکی از مهم‌ترین عوامل آغاز فعالیت جدی و حرفه‌ای او دانست.
اولین آهنگ قادری آهنگی بود به اسم «چیزی که عوض داره گله نداره» که بعد از عرضه، با استقبال خوبی از طرف مردم روبه‌رو شد و بعد از این آهنگ او صدها ترانه دیگر هم اجرا کرد.
بعد از حدود چهل‌وپنج سال فعالیت هنری در کارنامه هنری این هنرمند حدود ۸۳۰ ترانه در آلبوم‌ها و سبک‌های مختلف به چشم می‌خورد. از این هشتصد و سی آهنگ، حدود هفتاد آهنگ، برای فیلم‌های قبل از سال ۱۳۵۷، موسوم به فیلم‌های فارسی اجرا شده است؛ که از جمله معروف‌ترین این آهنگ‌ها که برای فیلم اجرا شده است، می‌توان آهنگ‌های «بدنام» و «چیزی که عوض داره گله نداره» را نام برد.
قادری دارای ۲ دختر و ۲ پسر به نام‌های علیرضا و شهرام است که آهنگ‌های جدیدش از ساخته‌های شهرام است و همچنین تعدادی از آهنگ‌های قدیمی عباس قادری توسط شهرام قادری مجدد تنظیم و بازسازی شده است. وی باجناغ احمد پورمخبر بازیگر سینما و تلویزیون بود.

## دیدار با ابراهیم رئیسی
عصر جمعه ۲۵ اسفند ۱۴۰۲ در سالن اجلاس سران، قادری که ممنوع‌الکار است در کنار جمعی از هنرمندان با ابراهیم رئیسی رئیس‌جمهور وقت دیدار کرد. در این دیدار وی خطاب به رئیسی گفت: «چهل‌وپنج سال آرزوی چنین لحظه‌ای را داشتم.»

## فعالیت‌ها

### آلبوم‌ها
| تاریخ انتشار | نام آلبوم        | تعداد آهنگ‌ها | ناشر       |
| ------------ | ---------------- | ------------ | ---------- |
|              | معجزه            | ۱۰           |            |
|              | شیطون بلا        | ۱۲           |            |
|              | هرروز هفته       | ۱۰           |            |
|              | بچه‌های ایرانی    | ۹            |            |
|              | گل بانو          | ۷            | پارس ویدیو |
|              | دختر چه قشنگی    | ۱۵           |            |
|              | نفس من           | ۵            |            |
|              | ناز گلکم         | ۸            |            |
|              | پیکر سنگی        | ۱۲           |            |
|              | ساعت             | ۱۴           |            |
|              | تکه سنگ          | ۵            |            |
|              | زیارت            | ۱۰           |            |
|              | مرجانه           | ۱۴           |            |
|              | محبت             | ۱۴           |            |
|              | گل‌اندام          | ۱۴           |            |
|              | ای عشق           | ۱۴           |            |
|              | دروغه            | ۱۴           |            |
|              | دوباره بر می‌گردم | ۱۲           |            |
|              | گل پونه          | ۱۴           |            |
|              | آدم عاقل         | ۱۵           |            |
| ۱۳۸۱         | خوش آمدی         | ۱۰           | پارس ویدیو |
| ۱۳۸۳         | سقا خونه         | ۹            |            |
| ۱۳۸۶         | دور هم بودن      | ۱۰           |            |
| ۱۳۸۸         | گل رز            | ۸            |            |
| ۱۳۹۱         | آلبوم نازگلکم    | ۸            | شرکت ترانه |
| ۱۳۹۴         | قسم              | ۱۲           |            |
| ۱۳۹۵         | توبه             | ۸            |            |

## ترانه‌شناسی

### معجزه
| نام ترانه     | ترانه‌سرا  | آهنگساز   | تنظیم |
| ------------- | --------- | --------- | ----- |
| معجزه         |           |           |       |
| لیلا          |           |           |       |
| ناامید        |           |           |       |
| چشم تو        |           |           |       |
| اشک من        |           |           |       |
| بازیچه        |           |           |       |
| شمرون و تهرون | احمد آزاد | احمد آزاد |       |
| برام بگو      |           |           |       |
| پرستوها       |           |           |       |
| الهی          |           |           |       |

### شیطون بلا
| نام ترانه         | ترانه‌سرا     | آهنگساز       | تنظیم عباس فراهانی |
| ----------------- | ------------ | ------------- | ------------------ |
| یه روزی عاشق بودم | مهدی اهوازی  | جمشید وحادی   |                    |
| سرگردون           |              |               |                    |
| دروغه             |              |               |                    |
| بی‌خداحافظی        | فریدون خشنود | محمد نوری     |                    |
| فریب              |              |               |                    |
| خریدار            |              |               |                    |
| معما              |              |               |                    |
| رقیب              | علی طاهری    | عبدالله قبادی |                    |
| دودلدار           |              |               |                    |
| شیطون بلا         |              |               |                    |
| مغرور             |              |               |                    |
| ناکام             |              |               |                    |

### هفت آسمون
| نام ترانه           | ترانه‌سرا | آهنگساز | تنظیم |
| ------------------- | -------- | ------- | ----- |
| دهلو خوشگله         |          |         |       |
| هرروز هفته          | ریاح‌پور  |         | تذرز  |
| یارکو               |          |         |       |
| دورنگی              |          |         |       |
| اگر ای عشق تو نبودی |          |         |       |
| سرزده               |          |         |       |
| مقدمت مبارک‌باد      |          |         |       |
| از من گفتن          |          |         |       |
| ستایش               |          |         |       |
| میخونه              |          |         |       |

### گل بانو
| نام ترانه  | ترانه‌سرا    | آهنگساز   | تنظیم |
| ---------- | ----------- | --------- | ----- |
| برو برو    | حسین چترنور | محمد نوری |       |
| گل بانو    | حسین چترنور | محمد نوری |       |
| پرنده عشق  | حسین چترنور | محمد نوری |       |
| عاشق قدیمی | حسین چترنور | محمد نوری |       |
| پل         | حسین چترنور | محمد نوری |       |
| نگار من    | حسین چترنور | محمد نوری |       |
| تک ستاره   | حسین چترنور | محمد نوری |       |

### خوش آمدی (۱۳۸۱)
| نام ترانه    | ترانه‌سرا       | آهنگساز       | تنظیم         |
| ------------ | -------------- | ------------- | ------------- |
| چشمای تو     | علی ناصری      | عبدالله قبادی | عبدالله قبادی |
| خوش آمدی     | بامداد جویباری | عبدالله قبادی | عبدالله قبادی |
| زیارت        | علی طاهری      | عبدالله قبادی | عبدالله قبادی |
| خداکنه بیایی | بامداد جویباری | عبدالله قبادی | عبدالله قبادی |
| بیابیا       | یدالله بدر     | عبدالله قبادی | عبدالله قبادی |
| شوق دیدار    | بامداد جویباری | عبدالله قبادی | عبدالله قبادی |
| دهلو خوشگله  | یدالله بدر     | عبدالله قبادی | عبدالله قبادی |
| رقیب         | علی طاهری      | عبدالله قبادی | عبدالله قبادی |
| محاله        | یدالله بدر     | عبدالله قبادی | عبدالله قبادی |
| نازتو        | علی طاهری      | عبدالله قبادی | عبدالله قبادی |

### سقاخونه (۱۳۸۳)
| نام ترانه   | ترانه‌سرا  | آهنگساز  | تنظیم       |
| ----------- | --------- | -------- | ----------- |
| سقاخونه     |           |          |             |
| میگن طلاس   |           |          |             |
| خط و نشون   |           |          |             |
| چشم آبی     |           |          |             |
| سرزده       | علی ناصری | علی فتحی | شهرام قادری |
| سرت شلوغه   |           |          |             |
| مگه زوره    |           |          |             |
| تو عزیز منی |           |          |             |
| همتا        |           |          |             |

### دورهم بودن (۱۳۸۶)
| نام ترانه         | ترانه‌سرا      | آهنگساز       | تنظیم       |
| ----------------- | ------------- | ------------- | ----------- |
| دورهم بودن        | بابک رادمنش   | بابک رادمنش   | شهرام قادری |
| تکه سنگ           | فریدون خشنود  | بابک رادمنش   | شهرام قادری |
| ایران             | اکبر مهرافزا  | شهرام قادری   | شهرام قادری |
| حاجت              | فریدون خشنود  | شهرام قادری   | شهرام قادری |
| التماس            | سعید مهناویان | سعید مهناویان | شهرام قادری |
| دلم تنگه          | سعید مهناویان | سعید مهناویان | شهرام قادری |
| تورو از دست نمیدم | علی فخاری     | سعید مهناویان | شهرام قادری |

### گل رز (۱۳۸۸)
| نام ترانه     | ترانه‌سرا        | آهنگساز        | تنظیم       |
| ------------- | --------------- | -------------- | ----------- |
| فیروزه        | سعید مهناویان   | سعید مهناویان  | شهرام قادری |
| پری دریایی    | علی ناصری       | شهرام قادری    | شهرام قادری |
| نور محبت      | سعید مهناویان   | سعید مهناویان  | شهرام قادری |
| گل رز         | سینا بیات       | شهرام قادری    | شهرام قادری |
| بی‌تو می‌میرم   | بامداد جویباری  | شهرام قادری    | شهرام قادری |
| هرروز هفته    | نصرالله ریاحپور | شهرام قادری    | شهرام قادری |
| راز           | نصرالله ریاحپور | شهرام قادری    | شهرام قادری |
| عوض گله نداره | نصرالله ریاحپور | منوچهر امینیان | شهرام قادری |

### نازگلکم (۱۳۹۱)
| نام ترانه       | ترانه‌سرا        | آهنگساز     | تنظیم       |
| --------------- | --------------- | ----------- | ----------- |
| نجاتم ده        | فریدون خشنود    | بابک رادمنش | شهرام قادری |
| یار خوشگلم      | نصرالله ریاحپور | یدالله بدر  | شهرام قادری |
| دیدار           | فریدون خشنود    | بابک رادمنش | شهرام قادری |
| فقط حرفه عشق تو | علی ناصری       | یدالله بدر  | شهرام قادری |
| نازگلکم         | عاطفه رحمتی     | شهرام قادری | شهرام قادری |
| یه قطره اشک     | اکبر مهرافزا    | شهرام قادری | شهرام قادری |
| حرف نگفته       | علی ناصری       | هوشنگ فتحی  | شهرام قادری |
| طراوت           | احسان ایمنی     | شهرام قادری | شهرام قادری |

### قسم (۱۳۹۴)
| نام ترانه  | ترانه‌سرا       | آهنگساز       | تنظیم          |
| ---------- | -------------- | ------------- | -------------- |
| قسم        | ترانه مکرم     | شهرام قادری   | شهرام قادری    |
| شراب انگور | محمد رضی       | شهرام قادری   | شهرام قادری    |
| صبح روشن   | سعید مهناویان  | سعید مهناویان | شهرام قادری    |
| کارون      | سعید مهناویان  | سعید مهناویان | شهرام قادری    |
| نازنکن     | محمد رضی       | شهرام قادری   | شهرام قادری    |
| هم نفس     | علی ناصری      | شهرام قادری   | شهرام قادری    |
| دوست دارم  | احسان ایمنی    | شهرام قادری   | شهرام قادری    |
| تنها       | علی ناصری      | شهرام قادری   | شهرام قادری    |
| با من بمون | محمد رضی       | شهرام قادری   | شهرام قادری    |
| مستانه     | بامداد جویباری | شهرام قادری   | شهرام قادری    |
| مناجات     | مسعود فردمنش   | شهرام قادری   | شهرام قادری    |
| آهو خانوم  | مسعود فردمنش   | مسعود فردمنش  | سیروس علی‌آبادی |

### توبه (۱۳۹۵)
| نام ترانه | ترانه‌سرا     | آهنگساز     | تنظیم       |
| --------- | ------------ | ----------- | ----------- |
| توبه      | مسعود فردمنش | شهرام قادری | شهرام قادری |
| ساعت      | فریدون خشنود | یدالله بدر  | شهرام قادری |
| نگو نمیشه |              | شهرام قادری | شهرام قادری |
| گهواره    |              | شهرام قادری | شهرام قادری |
| نازگلکم   | عاطفه رحمتی  | شهرام قادری | شهرام قادری |
| وسوسه     |              | شهرام قادری | شهرام قادری |
| بی‌نصیب    | علی ناصری    | ناصر آهنیان | شهرام قادری |
| شب مهتاب  | شهرام قادری  | شهرام قادری | شهرام قادری |

### تک‌آهنگ‌ها
| ترانه  | ترانه‌سرا    | آهنگ        | تنظیم       |
| ------ | ----------- | ----------- | ----------- |
| زمونه  | صفا میرشکار | شهرام قادری | شهرام قادری |
| عشق من | صفا میرشکار | شهرام قادری | شهرام قادری |